# 鑽石廣場
鑽石廣場 （英語：Diamond Plaza）是胡志明市高檔次的購物商場，位於市中心第一郡，於1999年落成及開業。建築物由兩座分別為15層及22層高的辦公大樓組成。辦公大樓下設有購物商場，地下為6間迷你戲院、商場一樓至三樓為大型百貨公司，內設多間男、女裝、首飾及化妝品專櫃。三樓也設有超級市場及美食廣場；四樓為肯德基快餐店、必勝客餐廳、酒吧和娛樂中心。購物商場內也設有一間診所。
鑽石廣場辦公大樓頂層還設有一個直升機坪。鑽石廣場附近設施包括西贡圣母圣殿主教座堂及胡志明市中心郵政局。整個項目興建工程由南韓浦项建设（POSCO Engineering & Construction）負責。

## 图片

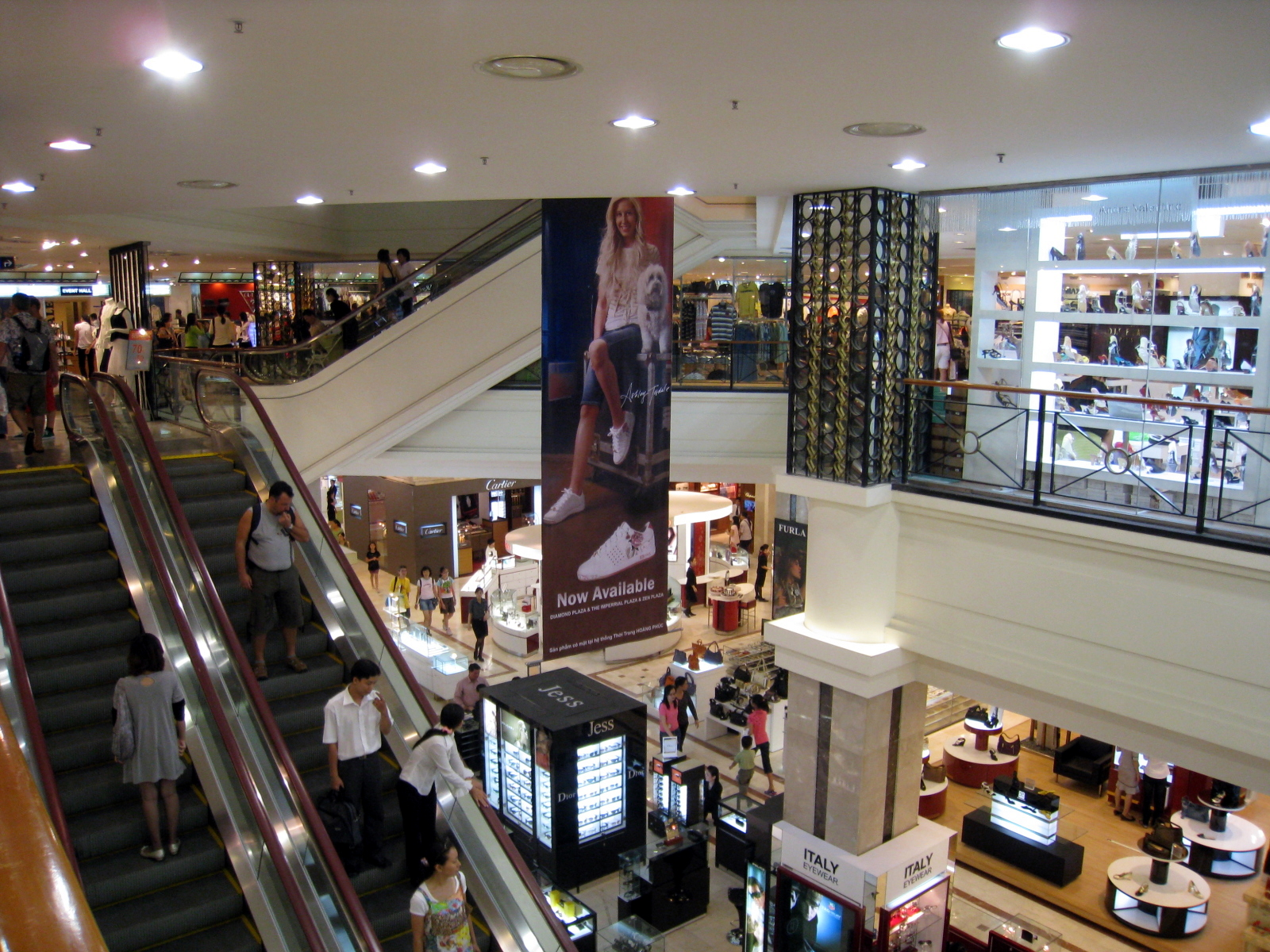
鑽石廣場中庭
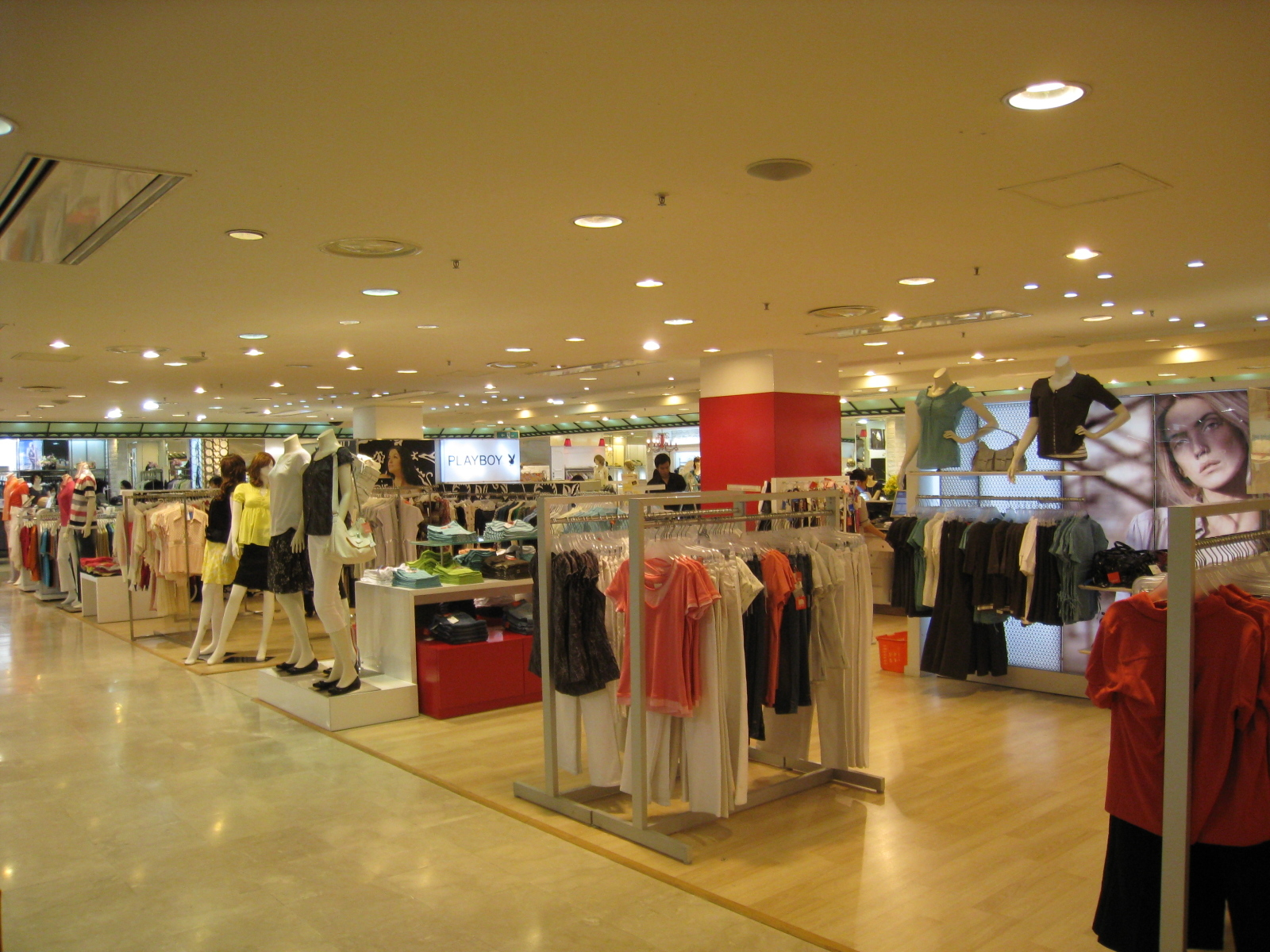
二樓百貨公司
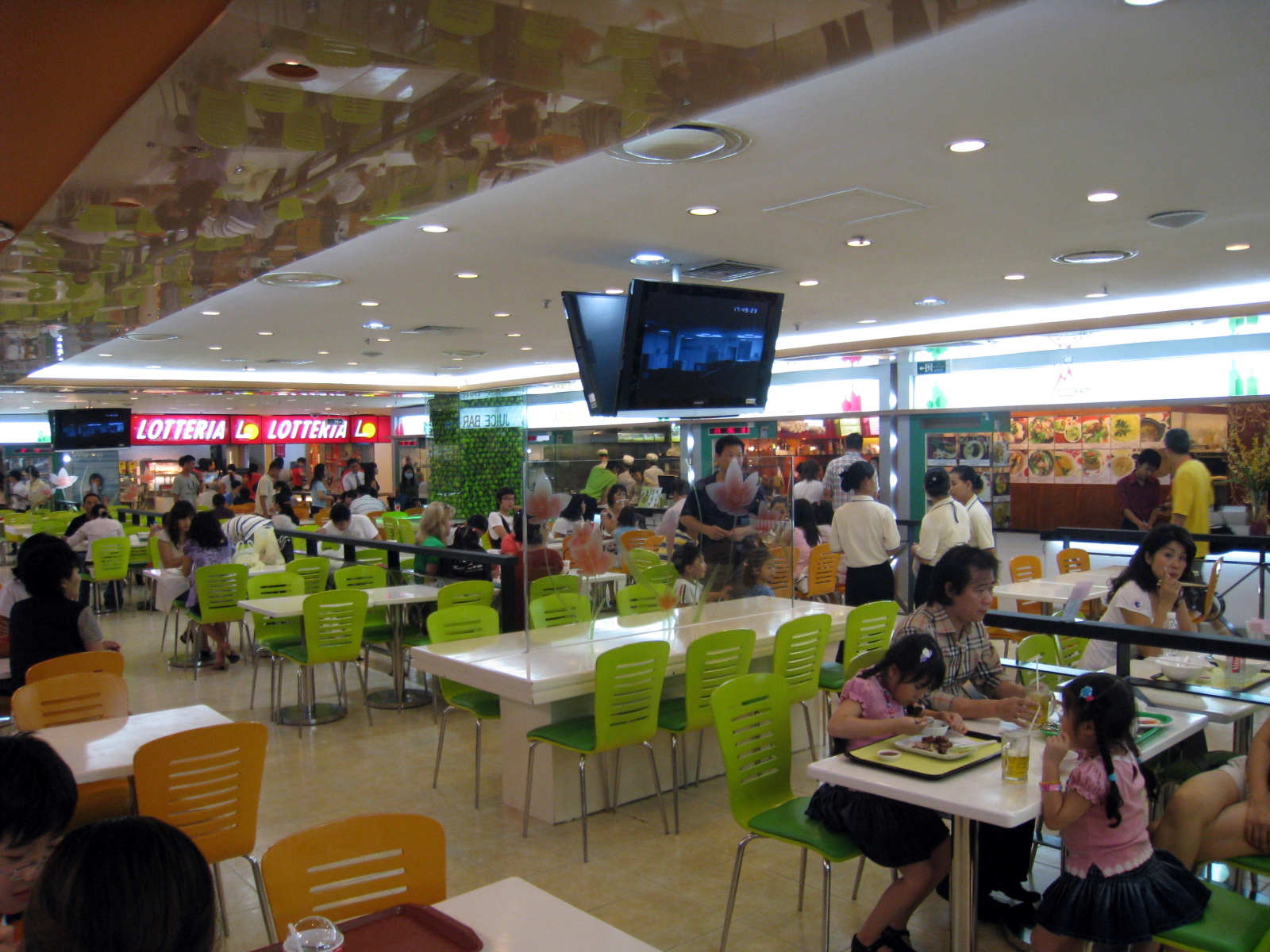
三樓美食廣場
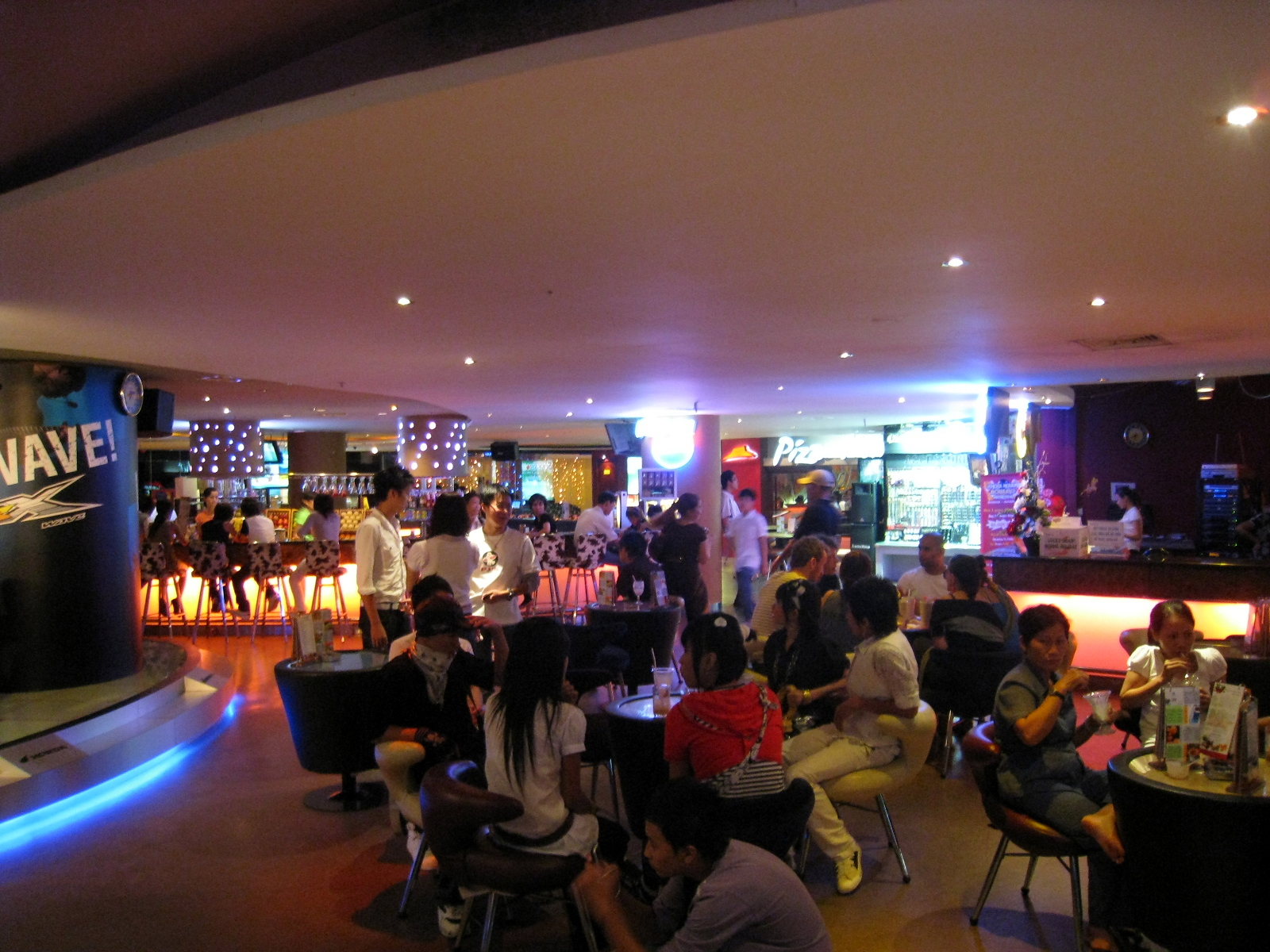
商場四樓